# أندرو بويي
أندرو بويي (بالإنجليزية: Andrew Bowie)‏ هو فيلسوف ومترجم بريطاني، ولد في 1952.